# 216 (numero)
Duecentosedici (216) è il numero naturale dopo il 215 e prima del 217.

## Proprietà matematiche
- È un numero pari.
- È un numero composto dai seguenti 16 divisori: 1, 2, 3, 4, 6, 8, 9, 12, 18, 24, 27, 36, 54, 72, 108 e 216. Poiché la loro somma, escluso il numero stesso, vale 384, è un numero abbondante.
- È un cubo perfetto: {\displaystyle 216=6^{3}}. Come annotato per la prima volta da Platone,[1] si tratta del più piccolo cubo esprimibile come somma di tre cubi: {\displaystyle 3^{3}+4^{3}+5^{3}}.
- È un numero semiperfetto in quanto pari alla somma di alcuni (o tutti) i suoi divisori.
- Può essere espresso in quattro modi diversi come differenza di due quadrati: {\displaystyle 216=15^{2}-3^{2}=21^{2}-15^{2}=29^{2}-25^{2}=55^{2}-53^{2}}.
- È un numero 16-gonale e 73-gonale.
- È un numero intoccabile, non essendo la somma dei divisori propri di nessun altro numero.
- È un numero malvagio.
- È un numero potente.
- È un numero di Harshad nel sistema numerico decimale, essendo divisibile per la somma delle sue cifre.
- In base 10, è divisibile per il prodotto delle sue cifre.
- È un numero di Friedman in base 10.
- Ci sono 216 possibili esamini.
- È parte delle terne pitagoriche (63, 216, 225), (90, 216, 234), (162, 216, 270), (195, 216, 291), (216, 288, 360), (216, 405, 459), (216, 462, 510), (216, 630, 666), (216, 713, 745), (216, 960, 984), (216, 1287, 1305), (216, 1450, 1466), (216, 1938, 1950), (216, 2912, 2920), (216, 3885, 3891), (216, 5830, 5834), (216, 11663, 11665).
- È un numero palindromo nel sistema di numerazione posizionale a base 5 (1331).
- È un numero pratico.
- È un numero congruente.

## Astronomia
- 216P/LINEAR è una cometa periodica del sistema solare.
- 216 Kleopatra è un asteroide della fascia principale del sistema solare.
- NGC 216 è una galassia lenticolare della costellazione della Balena.

## Astronautica
- Cosmos 216 è un satellite artificiale russo.

## Altri ambiti
- L'additivo alimentare E216 è il conservante propilparaben.
- +216 è il prefisso telefonico internazionale della Tunisia.
- ISO 216 è lo standard ISO per i formati carta.